# Anne-Thérèse de Marguenat de Courcelles

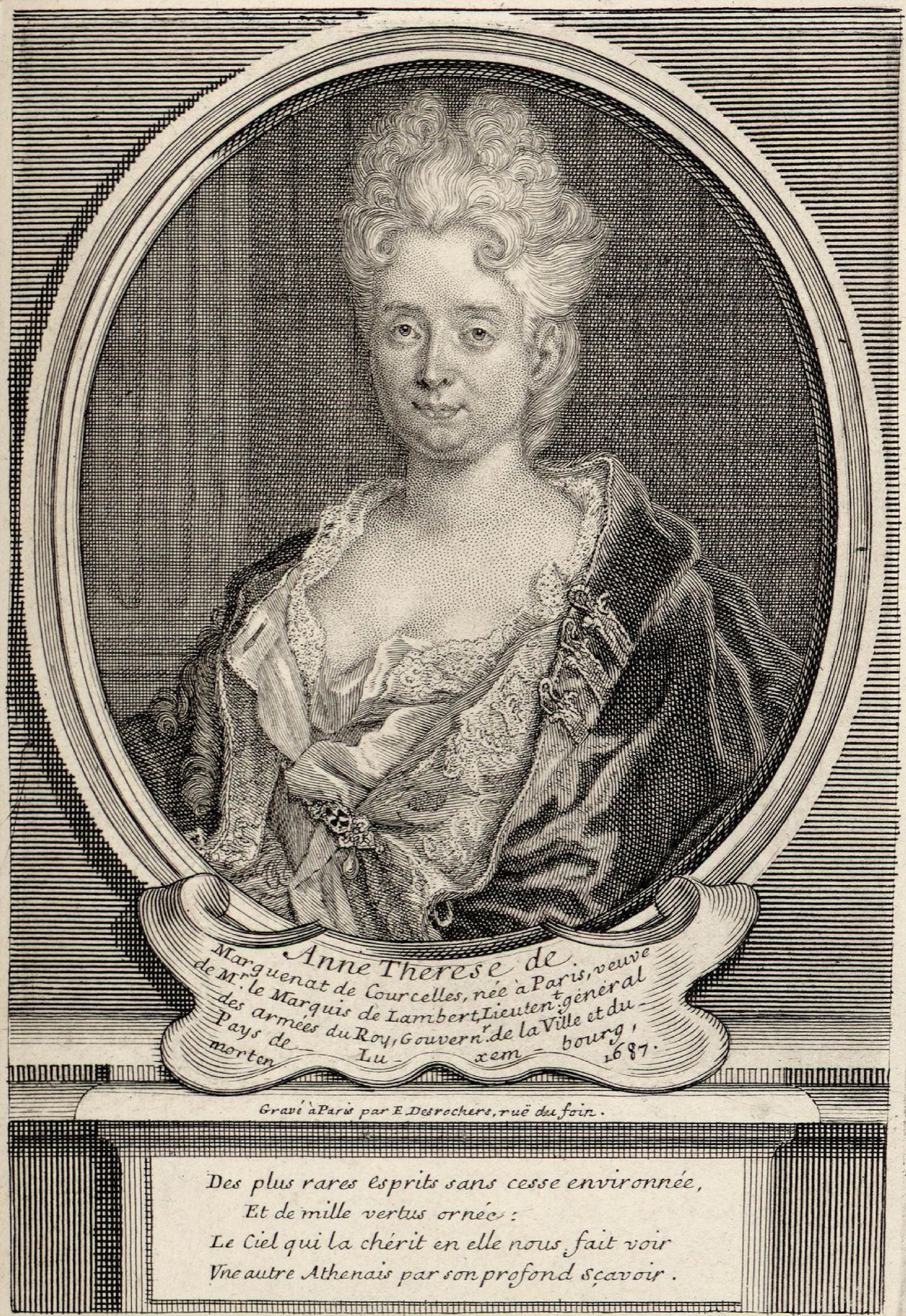
Porträt Anne-Thérèse de Marguenat de Courcelles’ von Étienne-Jehandier Desrochers

Anne-Thérèse de Marguenat de Courcelles (* 1647 in Paris; † 12. Juli 1733 in Paris), verheiratete Madame de Lambert, Marquise de Saint-Bris (* 1650), bekannt unter dem Namen Marquise de Lambert, war eine französische Schriftstellerin und bekannte Salonnière.

## Leben und Wirken
Während der Regentschaft Philipps von Orléans (1715–1723) galt der Hof des Regenten als sittenlos, der Salon der Marquise de Lambert dagegen als Hort von Anstand und gutem Geschmack.
Anne-Thérèse war die einzige Tochter von Étienne de Marguenat, Seigneur de Courcelles († 1650), und seiner Frau Monique Passart († 1692). Ihr Vater starb früh, als sie erst drei Jahre alt war. 1666 heiratete sie den Marquis von Saint-Bris Henri de Lambert, der Generalleutnant und Gouverneur von Luxemburg.
1710 eröffnete sie ihren literarischen Salon. Mittwochs lud sie die High Society ein, dienstags die Literaten. Dabei bemühte sie sich, Kontakte zwischen den beiden Gruppen herzustellen. Im literarischen Salon waren politische und religiöse Diskussionen verboten, doch war sie durchaus nicht konservativ, sondern interessierte sich sehr für Montesquieus sozialkritische Persische Briefe und erreichte, dass er in die Académie française aufgenommen wurde. Auch war sie eine der ersten Damen aus der feinen Gesellschaft, die Schauspieler in ihren Salon aufnahm, z. B. Adrienne Lecouvreur und Michel Baron.